# Distretto di Aravan
Il distretto di Aravan (in kirghiso Араван району?, Aravan rayonu) è un distretto (raion) del Kirghizistan con  capoluogo Aravan.